# (25871) 2000 LZ26
2000 أل زد 26 (ويعرف أيضًا باسم (25871) 2000 أل زد 26 وفق تسمية الكوكب الصغير) (بالإنجليزية: 2000 LZ26)‏ هو كويكب ضمن حزام الكويكبات؛ وترتيبه 25871 من حيث الاكتشاف.
اكتُشف هذا الجُرم الفلكي بواسطة Paulo R. Holvorcem ‏ في 11 يونيو 2000.

## وصلات خارجية
- (25871) 2000 LZ26 في قاعدة بيانات مختبر الدفع النفاث لأجرام النظام الشمسي الصغيرة

- الاكتشاف · مخطط المدار ·  العناصر المدارية · المعلمات المادية

- (25871) 2000 LZ26 على موقع ويكي سكاي: DSS2, SDSS, GALEX, IRAS, Hydrogen α, X-Ray, Astrophoto, Sky Map, Articles and images